# Enid Greene
Enid Greene, un tempo conosciuta come Enid Greene Waldholtz (San Rafael, 5 giugno 1958), è una politica e avvocata statunitense, membro della Camera dei Rappresentanti per lo stato dello Utah dal 1995 al 1997.

## Biografia
Nata in California, la Greene si laureò in legge alla Brigham Young University e lavorò come avvocato per la Novell, per poi essere assunta in uno studio legale.
Nel 1992 la Greene si candidò alla Camera dei Rappresentanti come membro del Partito Repubblicano. Nella competizione la Greene affrontò la democratica Karen Shepherd, che la sconfisse per tre punti percentuali.
L'anno successivo la Greene sposò Joe Waldholtz e assunse il cognome del marito dopo il matrimonio. Waldholtz divenne poi manager della sua campagna elettorale del 1994, una rivincita contro la Shepherd. La Greene spese oltre due milioni di dollari durante la campagna e alla fine batté la Shepherd per dieci punti percentuali.
Nel 1995 la Greene divenne la seconda deputata a partorire durante il mandato al Congresso (dopo la californiana Yvonne Brathwaite Burke), ma qualche mese dopo fu vittima di un grande scandalo: emerse infatti che suo marito Joe aveva sottratto circa un milione e ottocentomila dollari al padre di Enid e poi aveva utilizzato il denaro per la campagna elettorale del 1994. Waldholtz fu accusato di frode e la Greene fu convinta dal partito a non ripresentare la propria candidatura nelle elezioni seguenti, nonostante avesse divorziato dal marito.
Negli anni successivi la Greene tornò ad utilizzare il suo nome da nubile e cercò di farsi strada diversamente nel campo della politica. Venne eletta vicepresidente del Partito Repubblicano dello Utah e nel 2004 cercò di farsi eleggere vicegovernatrice, venendo tuttavia sconfitta già nelle primarie.